# Доспехи Стефана Батория
«Доспехи Стефана Батория» (пол. Studium zbroi Stefana Batorego) — картина польского художника Яна Матейко, созданная в 1871 году. Хранится в Доме Яна Матейко в Кракове.
На картине изображены доспехи венгерского типа XVI века. Это парадное снаряжение черного цвета, богато украшенное золотыми орнаментами. Под доспехами Матейко изобразил саблю, удерживаемую схематически нарисованной рукой, и эскиз ножа. В верхней части картины находится часть ножен от сабли с окантовкой.